# Sarah Lévy
Sarah Lévy (...) è una regista e sceneggiatrice francese.

## Filmografia

### Regista
- La poupie - cortometraggio (1995)
- Fausses alertes - cortometraggio (1998)
- Du bleu jusqu'en Amérique (1999)
- Chambre n° 13 - serie TV, episodio 1x3 (1999)
- Les redoutables - serie TV, 1 episodio (2000)
- La méthode anglaise - cortometraggio (2004)
- Un petit garçon silencieux - film TV (2004)
- Au crépuscule des temps - film TV (2006)
- Little Wenzhou - film TV (2009)

### Sceneggiatrice
- Soutien de famille - cortometraggio, regia di Christophe Jacrot (1993)
- Parano, regia di Anita Assal, Manuel Flèche, John Hudson, Yann Piquer e Alain Robak (1994)
- Drôles d'histoires - serie TV, 11 episodi (1992-1995)
- Quand je serai grand, mon père il sera policier - cortometraggio, regia di Vincent Monnet (1995)
- La poupie - cortometraggio, regia di Sarah Lévy (1995)
- Le videur - cortometraggio, regia di Christophe Jacrot (1995)
- Famile nombreuse - cortometraggio, regia di Jean-Marc Longval (1997)
- Le monstre - cortometraggio, regia di Christophe Jacrot (1997)
- Fausses alertes - cortometraggio, regia di Sarah Lévy (1998)
- Freddie - cortometraggio, regia di Christian Pfohl (1998)
- Gratin - cortometraggio, regia di Yann Piquer (1998)
- De gré ou de force - film TV (1998)
- L'amour déchiré - cortometraggio, regia di Yann Piquer (1999)
- Prison à domicile, regia di Christophe Jacrot (1999)
- Du bleu jusqu'en Amérique, regia di Sarah Lévy (1999)
- Chambre n° 13 - serie TV, episodio 1x3 (1999)
- Bordel et mardi - cortometraggio, regia di Hervé Ganem e Didier Griffond (2000)
- Cosmocrator - cortometraggio, regia di Hervé Ganem (2000)
- Johnny Moutarde - cortometraggio, regia di Hervé Ganem (2000)
- Les redoutables - serie TV, 1 episodio (2000)
- Recrutement - cortometraggio, regia di Didier Lauret (2001)
- Sherlock Holmes à Trouville - cortometraggio, regia di Hervé Ganem (2001)
- Le voyage en Inde, regia di Yann Piquer (2004)
- La méthode anglaise - cortometraggio, regia di Sarah Lévy (2004)
- Ciao bambino - cortometraggio, regia di Pascal Chauveau (2004)
- Un petit garçon silencieux - film TV (2004)
- Au crépuscule des temps - film TV (2006)
- Little Wenzhou - film TV (2009)

### Attrice
- Cosmocrator - cortometraggio, regia di Hervé Ganem (2000)

### Montatrice
- Bordel et mardi - cortometraggio, regia di Hervé Ganem e Didier Griffond (2000)
- Cosmocrator - cortometraggio, regia di Hervé Ganem (2000)